# 叶昆切特市镇
叶昆切特市镇（俄语：Екунчетское муниципальное образование）是俄罗斯联邦伊尔库茨克州泰舍特区所属的一个市镇。其下辖有1个居民点，行政中心为叶昆切特。据2016年统计，该市镇的人口为29人。